# Lilasapkás turákó
A lilasapkás turákó vagy lilasapkás pizángevő (Tauraco  porphyreolophus) a madarak osztályának turákóalakúak (Musophagiformes) rendjébe, ezen belül a turákófélék (Musophagidae) családjába tartozó faj. Egyes rendszerek a Musophaga nembe sorolják Musophaga porphyreolopha néven. Korábban, a család többi tagjával együtt a kakukkalakúakkal rokonították.

## Előfordulása
Burundi, a Dél-afrikai Köztársaság, Kenya, Malawi, Mozambik, Ruanda, Szváziföld, Tanzánia, Uganda, Zambia és Zimbabwe területén honos.

## Alfajai
- Tauraco  porphyreolophus chlorochlamys
- Tauraco  porphyreolophus porphyreolophus

## Megjelenése
Testhossza 40 centiméter. Fején a bóbita lila színű.
|  |

## Életmódja
Gyümölcsökkel táplálkozik.

## Szaporodása
Fészekalja 2-3 tojásból áll, melyen 22-25 napig kotlik.